# Cascina Gobba
Cascina Gobba is een metrostation in de Italiaanse stad Milaan dat werd geopend op 5 mei 1968 en wordt bediend door lijn 2 van de metro van Milaan.

## Geschiedenis
In 1879 opende de stoomtram van Milaan naar het Addadal een station bij de brug van de Via Padova over de Lambro. Deze interlokale stoomtram werd in de jaren 20 van de twintigste eeuw geëlektrificeerd en werd in 1939 onderdeel van het Milanese stadsvervoersbedrijf ATM. Na de Tweede Wereldoorlog kreeg de tramdienst steeds meer hinder van het toenemende wegverkeer en in 1959 lag er een voorstel om de tram tot sneltram op vrije baan om te bouwen. Net als eerder bij de tram werd het vervangende station gebouwd als splitsing tussen een tak naar Vimercate en een naar Gorgonzola. De vrije baan naar Gorgonzola werd aangelegd tussen 1962 en 5 mei 1968 toen de sneltram tussen de Lambro en Gorgonzola in bedrijf kwam. Voor de tram naar Vimercate werd een ongelijkvloerse splitsing vlak ten oosten van het station gebouwd. Op 27 september 1969 werd het station het noordelijke eindpunt van metrolijn 2. De trams en metrostellen reden op het bovengrondse deel tussen de stad en de Lambro door elkaar tot op 4 december 1972 de lijn naar Gorgonzola werd overgenomen door de metro. De mogelijkheid om de sneltrams in te zetten naar Vimercate werd opengehouden. In 1981 werd op 7 juni het metroviaduct door Cologno Monzese via de splitsing aangesloten op lijn 2. Hierdoor was ook Cologno Monzese op de metro aangesloten waarmee het plan voor een sneltram naar Vimercate van de baan was. In 1999 werd een cabinetaxi geopend tussen het station en het nabij gelegen Ospedale San Raffaele.

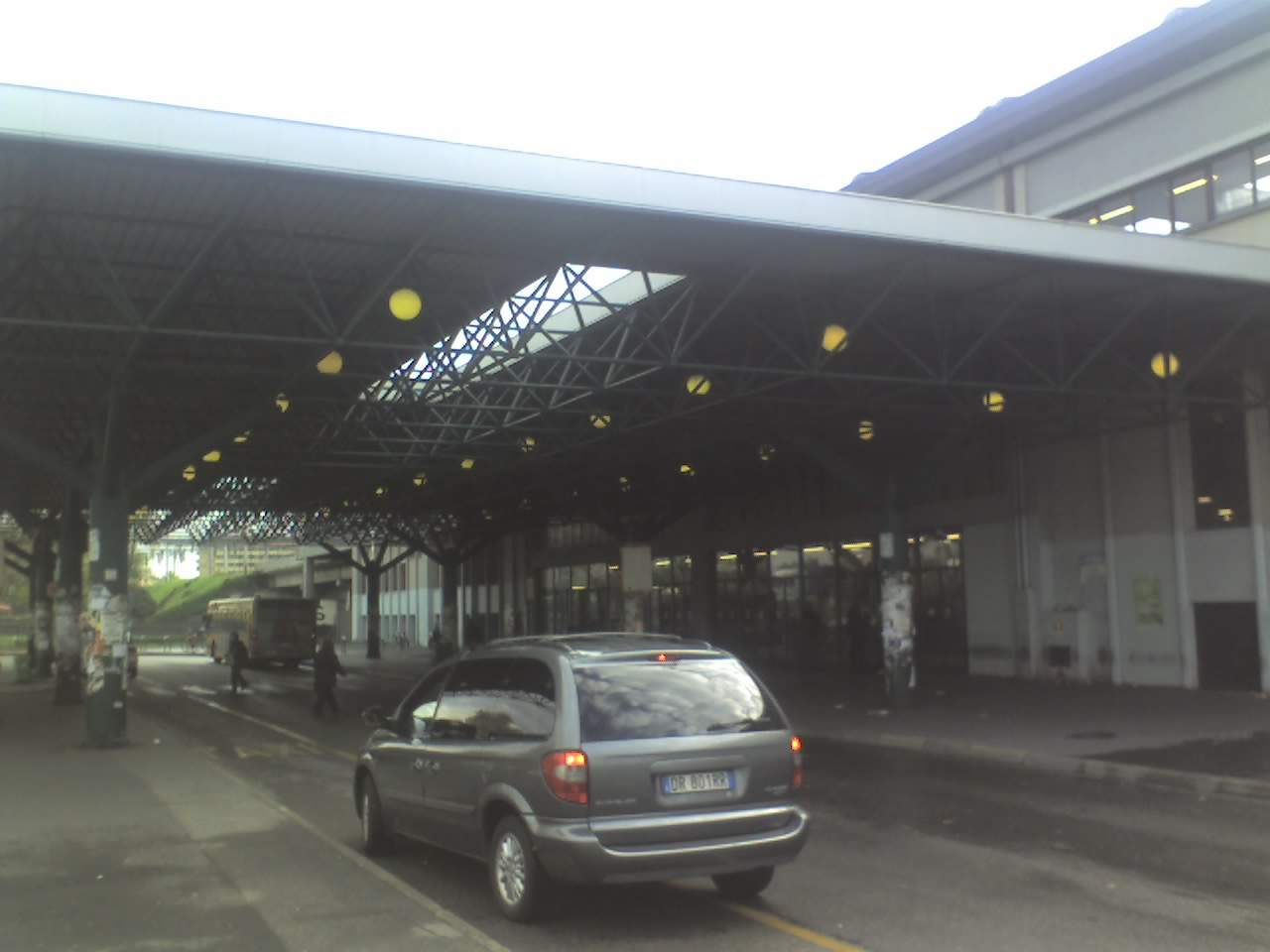
Taxi en bushaltes onder de luifel aan het stationsplein.
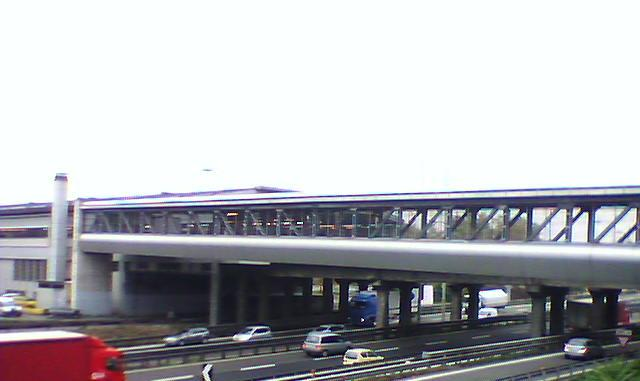
De loopbrug tussen cabinetaxi en stationsgebouw.
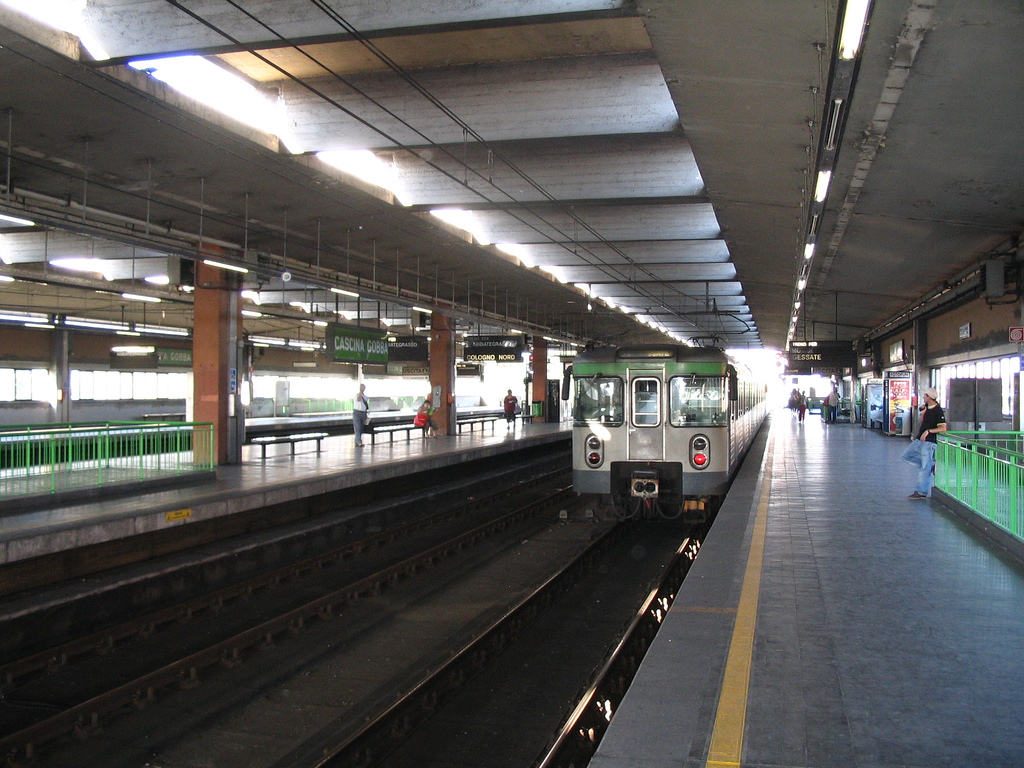
Metrostel richting Gessate in 2012 op spoor 1.

## Ligging en inrichting
Het station ligt aan een plein ten zuiden van de Via Padova ter hoogte van de oude boerderij (Italiaans: Cascina) Gobba, waar het station ook zijn naam aan dankt. Het viaductstation bestaat uit twee dubbelsporige viaducten van 290 meter lang en 8,78 meter breed. De viaducten hebben een overspanning over de Lambro van 28,6 meter, de overige overspanningen zijn 15 meter. De overspanning over de Lambro is, samen met het iets oudere brugrestaurant Dorno, een van de eerste toepassingen van voorgespannen beton in Italië. Ten oosten van de perrons kruisen de viaducten de ringweg van Milaan. De stationshal onder de perrons beslaat 6 overspanningen en heeft een oppervlakte van 900 m². De overige ruimte onder de perrons is voor technische voorzieningen, het totale vloeroppervlak van het station bedraagt 3600 m². Vertrekkers kunnen achter de toegangspoortjes per roltrap naar het gewenste perron, uit- en overstappers kunnen via trappen aan de uiteinden van de perrons naar beneden. Aan de oostkant kunnen reizigers vanaf het zuidelijke perron met een loopbrug over de ringweg naar het perron van de cabinetaxi. Als enige Milanese metrostation kent het station vier parallelle sporen. Het zuidelijke perron langs spoor 1 wordt gebruikt door metrostellen naar Gessate en Colgno Nord. Spoor 2 wordt gebruikt door metro's die buiten de spits keren op het station. Spoor 3 en 4 worden gebruikt door de metrostellen uit Gessate respectievelijk Cologno. Voor de zuidgevel van het station staat een P&R-garage die een eigen aansluiting op de ringweg heeft.